# Инлоу
Инлоу — река в России, протекает по Ханты-Мансийскому АО. Длина реки составляет 20 км.
Вытекает из одноимённого озера на высоте 74,3 м над уровнем моря. Устье реки находится в 176 км по левому берегу реки Ковенская. Высота устья — 54 м над уровнем моря.
Система водного объекта: Ковенская → Обь → Карское море.

## Данные водного реестра
По данным государственного водного реестра России относится к Нижнеобскому бассейновому округу, водохозяйственный участок реки — Обь от впадения Иртыша до впадения реки Северная Сосьва, речной подбассейн реки — бассейны притока Оби от Иртыша до впадения Северной Сосьвы. Речной бассейн реки — (Нижняя) Обь от впадения Иртыша.
Код объекта в государственном водном реестре — 15020100112115300018712.